# 殷元和
殷元和（1926年—2000年），男，北京人，中国京剧演员、导演，中国戏剧家协会理事，宁夏戏剧家协会原主席。